# Маркоманські війни
Маркоманські війни (лат. bellum Germanicum et Sarmaticum або Германські та Сарматські війни) — серія війн, що тривали приблизно з 166 по 180 рік та були спричинені пересуваннями германських та сарматських племен на дунайському кордоні Римської імперії. Імперії вдалося відбити варварські вторгнення, які вважаються прелюдією до вторгнень, які відбудуться в наступні століття.
Боротьба з германцями та сарматами тривала більшу частину правління римського імператора Марка Аврелія, і саме під час його походів проти них він почав писати свою філософську працю «Роздуми». 

## Передумови
У березні 161 року помер миролюбний Антонін Пій. За всі свої роки правління він ніколи не залишав Італію і не здійснив значних завоювань, дозволяючи своїм провінційним легатам повністю керувати його легіонами. Історик Адріан Голдсуорсі стверджує, що небажання Пія здійснювати агресивні військові дії впродовж усього його правління могло сприяти територіальним амбіціям Парфії .
В цьому ж році починається спільне правління Марка Аврелія і Луція Вера. Їхня війна в Парфії, що тривала з 161 по 166 рр. н.е., хоч і закінчилася успішно, але мала ряд наслідків. По-перше, війська, що повернулися з війни, принесли з собою чуму (так звану чуму Антоніна), яка завдала великих людських втрат (загинули 7 — 8 мільйонів людей) і значно послабила імперію. Попри наслідки чуми, історик Кайл Гарпер стверджує, що подія не повинна трактуватися як смертельний удар по Імперії . Імперія залишалася цілою, а римські показники народжуваності в десятиліття після чуми згодом різко зросли/ Також відомо, що для війни в Парфії було перенаправлено три з тринадцяти легіонів Дунаю, що послабило кордон.
В цей же час у Центральній Європі у II столітті нашої ери починаються перші рухи Великого переселення народів. Готи починають рухатися на південний схід від земель своїх прабатьків у гирлі річки Вісла, витісняючи маркоманів, квадів, бурів і вандалів, які не могли їм протистояти. Відступаючи, племена почали перетинали кордони Римської імперії. Їх вабило те, що це були одні з найбільш спокійних і зручних місць для проживання, де було багато здобичі. Деякі варвари, можливо, жадали військової слави і намагалися послабити або принизити могутнього і небезпечного сусіда. До часу правління Марка Аврелія вони перебували в складних відносинах з імперією, але в цілому визнавали верховенство римського імператора. До середини 160-х років складені стосунки змінилися.

## Перша Маркоманська війна

### Перші вторгнення
До правління імператора Марка Аврелія в 161 р. н. е. тиск уздовж римських кордонів досяг критичної точки, оскільки германські племена вздовж кордонів Рейну та Дунаю дійшли висновку, що їх виживання означає прорив на території Риму.  З початком правління двох імператорів у 161 р. н.е. тиск з боку германських племен на північних кордонах Римської імперії досяг свого піку. На початок цього року всі протяжні кордони захищалися дванадцятьма легіонами, які разом з усіма своїми    

Германські племена Центральної Європи в середині I століття. Маркоманні та Кваді знаходяться в районі сучасної Богемії.

допоміжними військами становили приблизно 120-тисячну армію.
Починаючи з 162 року і аж до 165, хатти та хавки вторгаються в провінції Реція та Верхня Германія, але римляни їх відбивають. Наприкінці 166 – початку 167 року шість тисяч лагнобардів та лакрингів вторглися в Паннонію, але їх розбив один з загонів І Домоміжного легіона та I Ульпієва ала контаріїв під командуванням Марка Макрінія Віндекса. В результаті, правитель Паннонії Марк Яллій Басс почав перемовини з 11 племенами. Посередником перемовин виступав маркоманський король Балломар. В результаті перемовин племена покинули римські території, але тривалого перемир'я досягти не вдалося.  
В цьому ж році в Дакію вторглися вандали та сарматські язиги та вбили її правителя Кальпурнія Прокула. У відповідь на це з Мезії у Дакію був передислокований П’ятий македонський легіон, що до цього брав участь у Парфянській війні. Для запобігання загрози довелося вдатися до термінових заходів. Крім перенесення військ зі східного фронту, довелося провести додатковий набір, у тому числі з середовища гладіаторів. Вдруге після Другої Пунічної війни до них були зараховані і відпущені з цієї нагоди на волю раби, яких стали називати волонтерами (за часів Ганнібала такі воїни з числа колишніх рабів називалися волонами). Римська армія була поповнена також за рахунок розбійників, що промишляли в горах Далмації і Дардінії. І все це, як згадувалося вище, за умов чуми та кризи внаслідок парфянської кампанії. За словами біографа Марка Аврелія: 
|  | «Щоб не накладати важкого тягаря на провінціалів, він влаштував на форумі божественного Траяна аукціон палацових речей, де, крім одягу, келихів і золотого посуду, продав статуї великих майстрів». |

### Перша римська експедиція в Паннонії (168)
У той час, коли чума спустошувала імперію, Марк Аврелій не зміг зробити більше, і каральна експедиція, яку він планував особисто очолити, була відкладена до 168 року. Навесні того ж року Марк Аврелій разом із Луцієм Вером вирушив із Риму та заснував свою штаб-квартиру в Аквілеї. Два імператори контролювали реорганізацію оборони Італії та Іллірика, підійняли два нових легіони — Легіо II Італіка та Легіо III Італіка та переправились через Альпи в Паннонію. Маркомани та Віктуалі переправились через Дунай до провінції, але, принаймні, згідно з Historia Augusta, наближення імператорської армії до Карнунтуму було, мабуть, достатньо, щоб переконати їх відійти і запропонувати запевнення в хорошій поведінці. Два імператори повернулися в Аквілею на зиму, але по дорозі, в січні 169 року, Луцій Верус помер. Маркус повернувся до Риму, щоб спостерігати за похоронами свого співімператора.

### Римська експедиція проти язигів та вторгнення німців до Італії

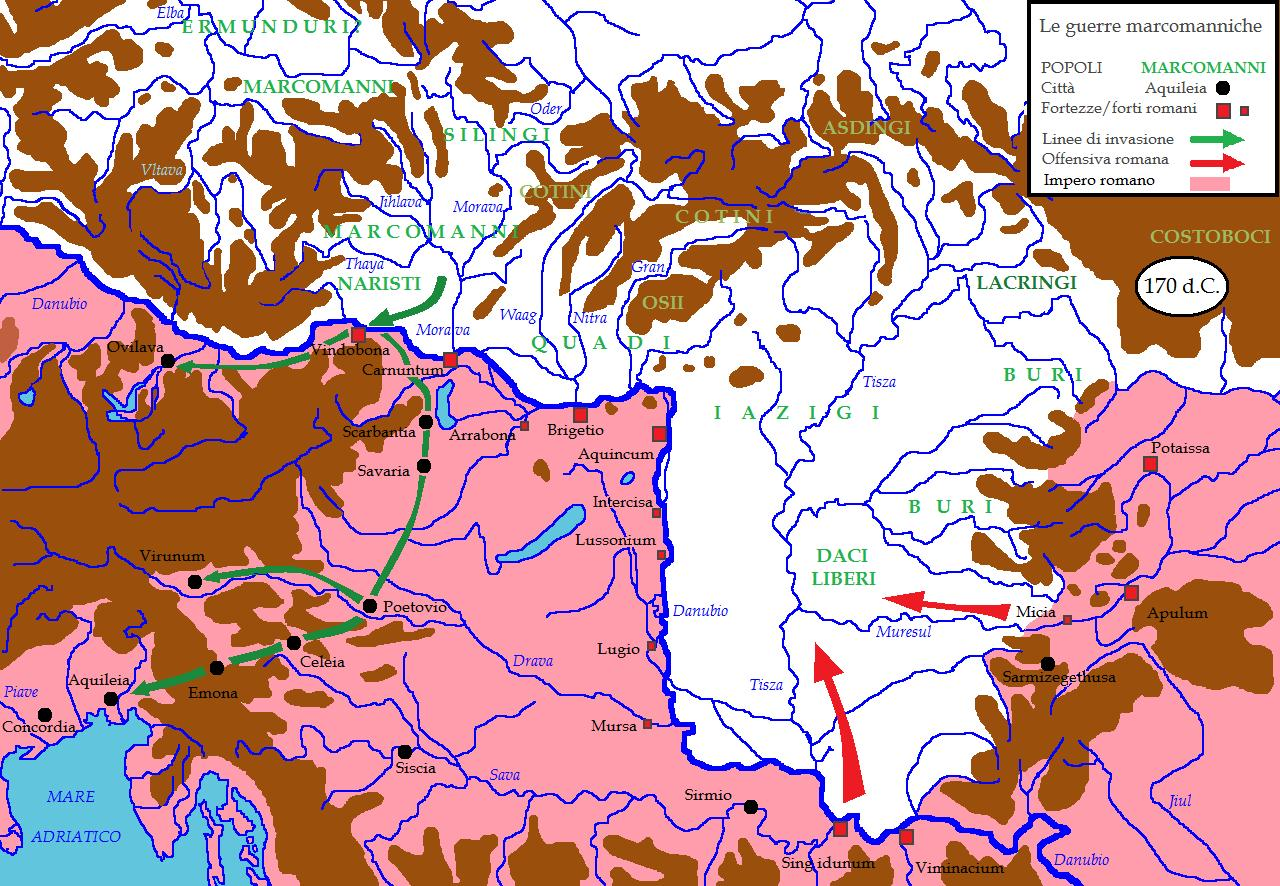
Вторгнення германців у 170 р. (червоні стрілки – римляни, зелені – маркомани).

Восени 169 року Марк Аврелій разом зі своїм зятем Тиберієм Клавдієм Помпеяном вирушили в Дакію, щоб підкорити язигів та інші племена, що проживали там. Племена продовжували робити набіги на римські провінції. Найважливішим з них було вторгнення маркоманів на заході на чолі з Болломаром, який сформував цілу коаліцію германських племен. Діючи на упередження Марк Віндекс на чолі вексиляцій 5 легіонів та 2 ауксиліями перейшов Дунай, але зазнав поразки й ледве врятувався. Маркомани і римляни зійшлися в битві при Карнунті (170 р. н.е.), де 20-тисячна римська армія зазнала поразки. Далі маркомани вторглися в Паннонію, Норік, Рецію і через альпійські проходи проникли в Північну Італію аж до Аквілеї. Почалася облога Аквілеї. Армія префекта преторія Тіта Фурула Вікторіна спробувала звільнити місто, але була розбита.

### Римський контрнаступ і поразка маркоманів
Ці поразки змусили Марка Аврелія переглянути свої пріоритети. Всі військові сили з різних кордонів були направлені проти Балломара. Аквілея була звільнена і до кінця 171 року завойовники були повністю витіснені з римської території.

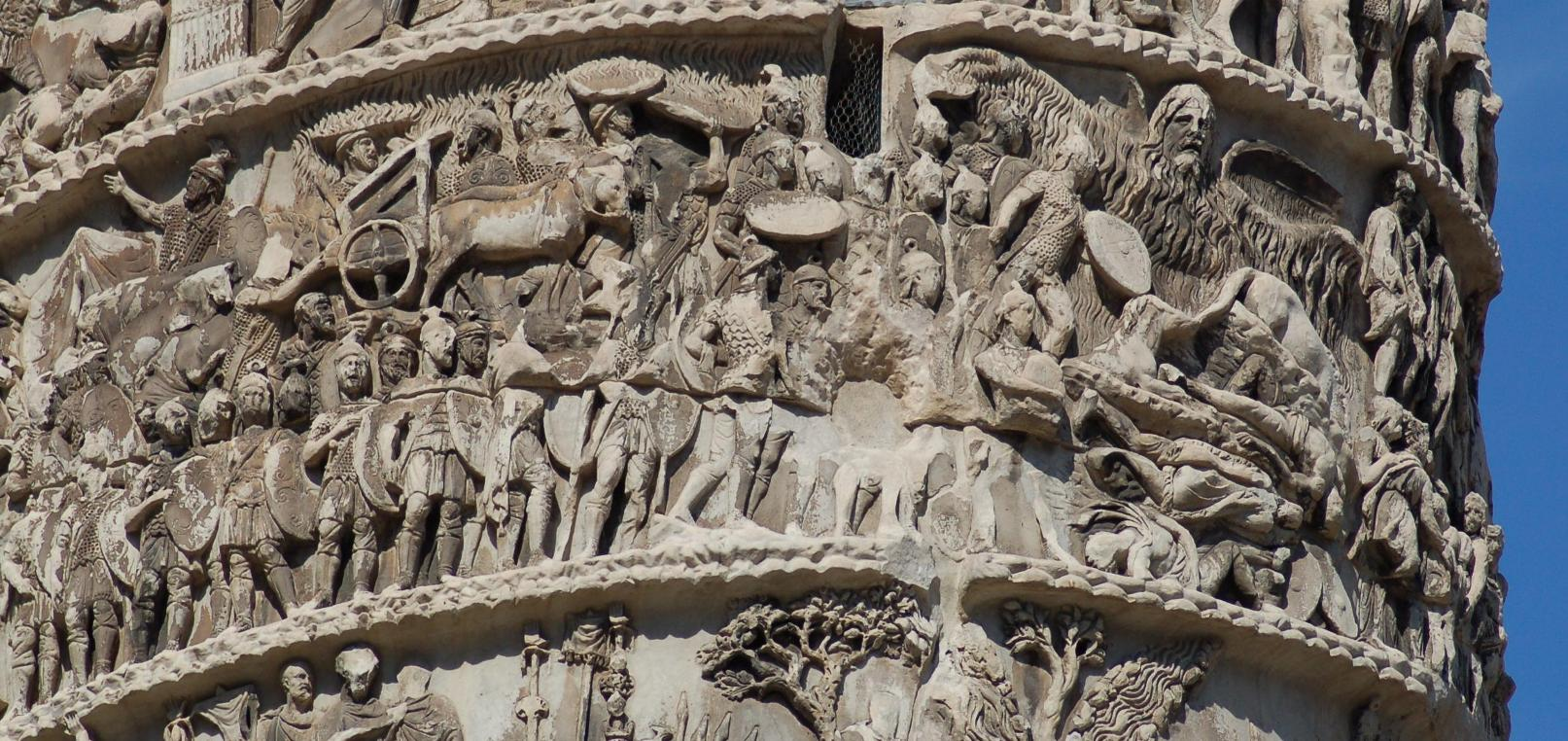
"Диво дощу" на колоні Марка Аврелія.

У 172 році римляни перейшли Дунай і вступили на маркоманські землі. Хоча деталі невідомі, римляни підкорили маркоманів та їхніх союзників, що стає зрозумілим з титулу Марка Аврелія «Германік» та написі на монетах «Germania capta» («Підкорена Германія»). 173 року н.е. римляни воювали проти квадів. Підчас цієї кампанії трапився відомий так званий інцидент «диво дощу», який пізніше було зображено на колоні Марка Аврелія. Згідно Діона Кассія, XII Блискавичний легіон під натиском квадів був майже змушений здатися через жару та спрагу. Однак вони були врятовані раптовим дощем, що повернув їм сил, у той час як квадів вдарила блискавка. Сучасники приписують це божественному втручанню. Діон Кассій стверджував, що це було викликано єгипетським магом, який молився богу Меркурію.
В тому ж році Дідій Юліан розбив хаттів та гермундурів. Наступного року римляни знову виступили проти квадів. У цей час квади скинули свого проримського володаря Фурція, та поставили на його місцу його супротивника Аріогеза. Марк Аврелій відмовився признавати його, скинув та вислав до Александрії. Таким чином, до кінця 174 року квади були повністю підкорені. Вони були вимушені повернути полонених, надати ауксилію для римської армії, а також по всій їхній території повинні були бути встановлені римські гарнізони.
Після цього римляни зосередили свою увагу на язигах, що займали територію на рівнині річки Тиса. Після декількох перемог римлян, у 175 році був підписаний договір. Згідно з його умовами, король язигів повернув 100 тисяч римських полонених та надав 8 тисяч ауксилії, більшість з яких (5.5 тисяч) були відправлені у Велику Британію. Після цього Марк Аврелій прийняв також титул «Сарматік».
Щоб убезпечити кордони імперії по Дунаю, Марк Аврелій став розробляти плани по створенню на території сучасної Моравії та Східної Угорщини римських провінцій Маркоманії та Сарматії. Однак ці плани виявилися нереалізованими. Імператору довелося терміново залишити маркоманський фронт і вирушити на Схід для придушення заколоту намісника Сирії Авідія Кассія.

## Друга Маркоманська війна
Відсутністю імператора скористалися придунайські племена і відновили свої напади на придунайські провінції. 177 року імператор знову повинен був вести так  

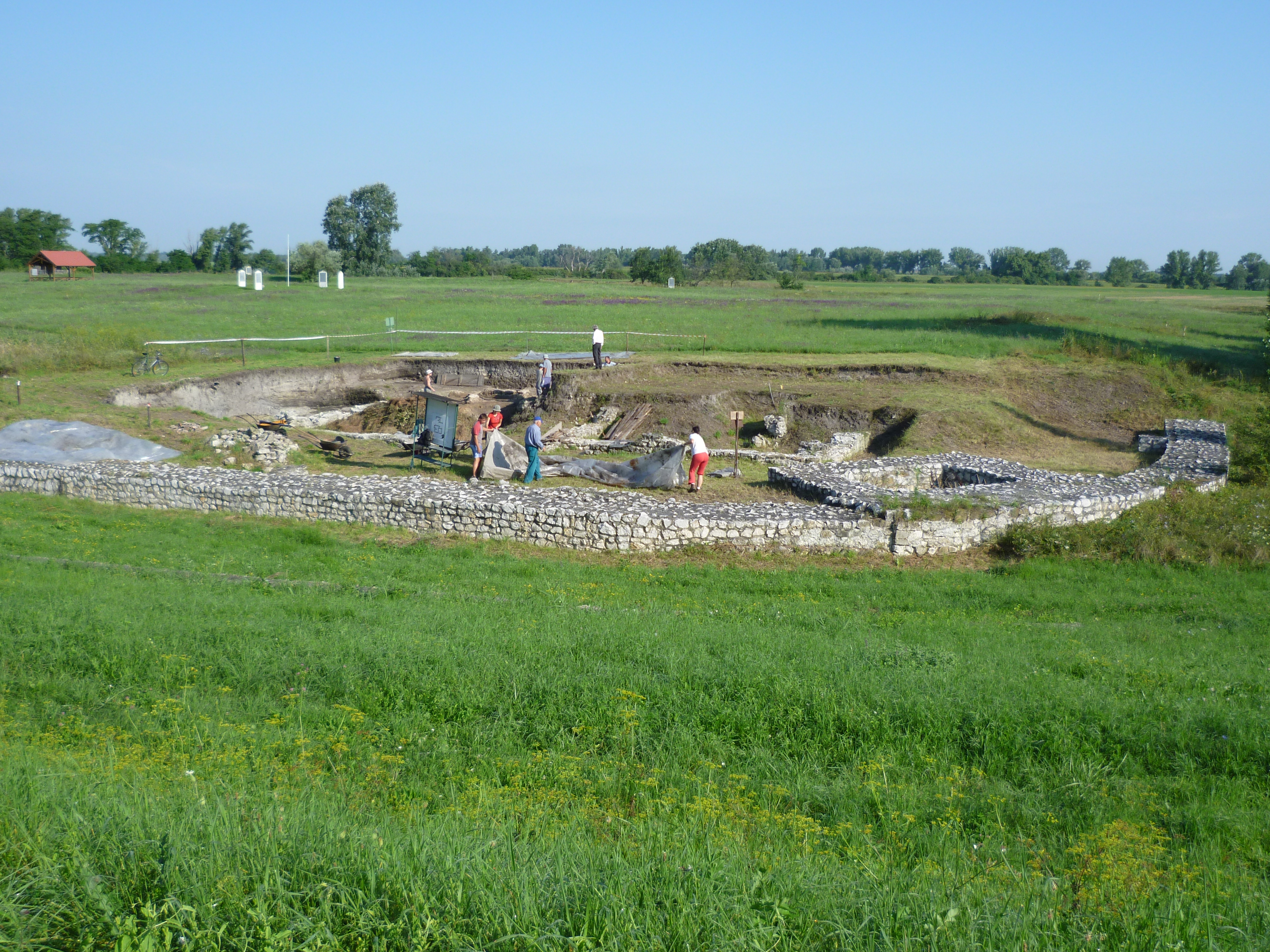
Целемантія — римський замок на лівому березі Дунаю в Словаччині.

звану Другу Маркоманську війну. В серпні 178 року Марк Аврелій прибув в Карнунт, щоб придушити повстання і мав намір повторити свою першу кампанію: спочатку він виступив проти маркоманів, а в 179-180 рр. – проти квадів. Вирішальна битва з квадами сталася під Лаугарісіо (недалеко від сучасного міста Тренчин, у Словаччині), де римляни під командуванням Марка Валерія Максиміана здобули перемогу. Квади були змушені відступити на захід, в глиб до Великої Германії, де префект преторія Публій Таррунтеній Патерн пізніше здобув ще одну вирішальну перемогу над ними.
В цілому ця війна виявилася досить успішною, варварські напади були відбиті, обстановка на кордоні стабілізувалася. Але під час цієї військової кампанії Марк Аврелій захворів та помер в 180 році в м. Віндобона (сучасний Відень), передавши владу своєму синові Коммоду, який перебував разом з ним у військовому таборі. Але Коммода мало цікавило продовження війни. Всупереч порадам своїх старших генералів, після перемовин про мирний договір з маркоманами та квадами, він повернувся до Риму, де його зустріли з тріумфом. 

## Третя Маркоманська війна

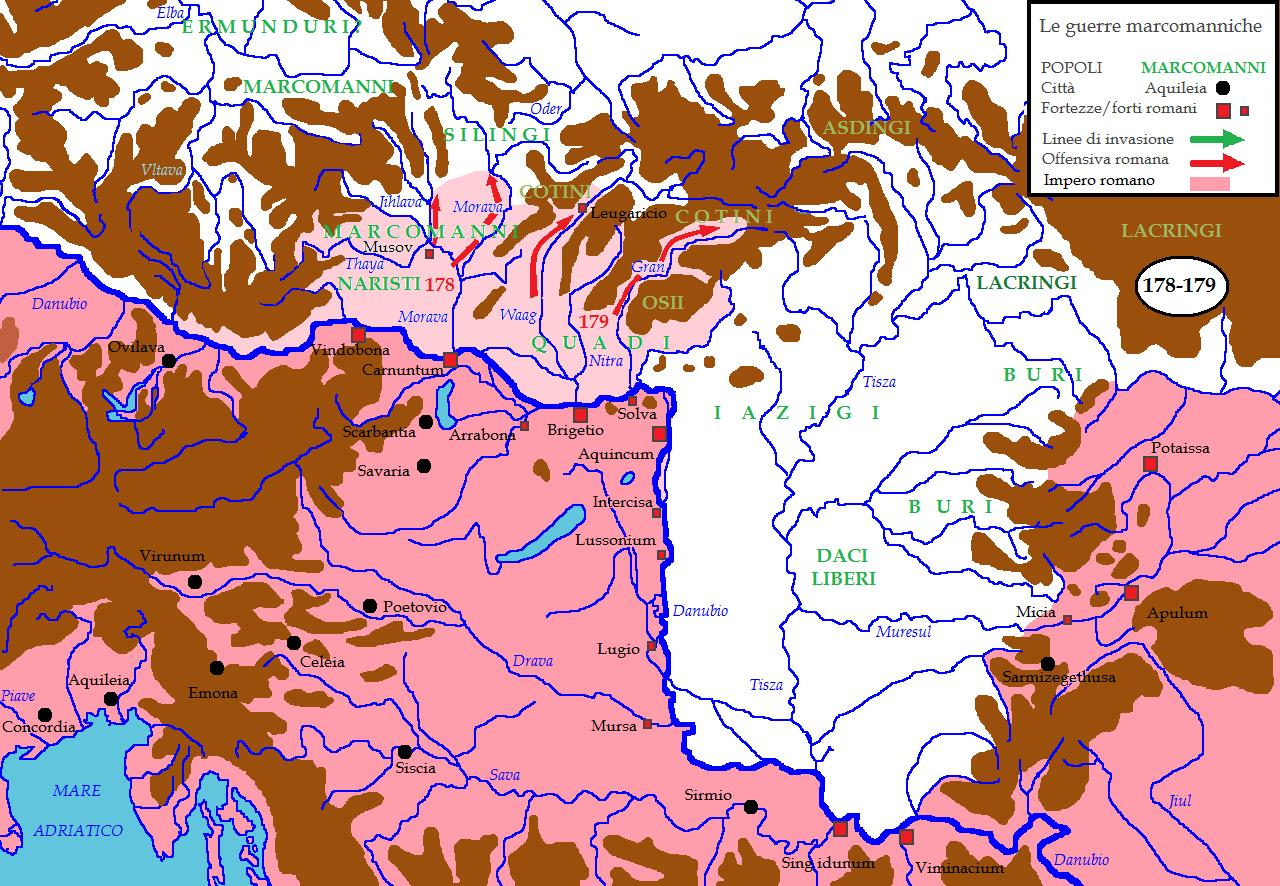
Римські наступи у 180 р.

Військові дії проти язигів, бурів і так званих «вільних даків», що проживали між Дунаєм та Римською Дакією, продовжувались. Про цю війну відомо не дуже багато, окрім того, що римськими командуючими були Марк Валерій Максиміан, Песценній Нігер та Клодій Альбін. В будь-якому випадку, їхніх перемог було достатньо, щоб імператор Коммод в середині 182 року присвоїв собі титул «Germanicus Maximus». 

## Наслідки
Маркоманські війни виявили слабкість північних кордонів Римської імперії, тож надалі половина римських легіонів (16 з 33) буде розміщена вздовж Дунаю та Рейну. Численні германці оселилися в прикордонних регіонах, таких як Дакія, Паннонія та Германія. Це не було новою практикою, але цього разу кількість поселенців вимагала створення двох нових провінцій на лівому березі Дунаю – Сарматії та Маркоманії, що включали сучасні території Чехії та Словаччини. Деяких германців поселили в Равенні, але ті повстали, намагаючись захопити місто. Тому Марк Аврелій вирішив не пускати більше варварів в Італію та навіть вигнав деяких, що проживали там. Тимчасово германські племена опинились під римським контролем, але Маркоманські війни були лише прелюдією вторгнень, які зрештою знищили Західну Римську імперію у IV-V століттях н.е. 

## Критика
Не всі історики погоджуються з думкою, що саме Маркоманські війни стали прелюдією до панування германців над Римом. З такої точки зору, своїм початковим успіхом германці були зобов'язані лише тому, що римляни були доволі послабленими після війни з парфянами. Майже усі їхні війська з Дунаю були надіслані на Схід, тому згодом виникли труднощі щодо швидкого повернення їх назад.  Значно ускладнила становище і чума. Коли ж германські племена, врахувавши сприятливий момент, одночасно в багатьох місцях перейшли через кордон, то римляни вважали це наслідком укладення великого союзу між варварами, а пізніші історики – передвісником Великого переселення народів. 	
Наприклад, на думку Ганса Дельбрюка, насправді ця війна швидше належить до епохи попередніх, ніж наступних подій. Якщо римське військо одного разу і було у великій небезпеці через германців, але ж це довелося випробувати ще й Друзу і Германіку. Тривалість війни з маркоманами пояснюється не «тим, що римлянам було занадто важко прогнати завойовників назад за Дунай, але тим, що германці захопили величезну здобич, головним чином полоненими, яку римляни хотіли у них відняти. Ця війна стала прелюдією до майбутнього лише в тому відношенні, що в цей час ворожа уряду партія висунула іншого імператора, що паралізувало сили Марка Аврелія на Дунаї. Попри це, йому, нарешті, вдалося здобути остаточну перемогу над зухвало наступаючим ворогом, – і якщо можна вірити джерелам, то ще трохи залишалося зробити для того, щоб просунути римську державний кордон за межі Богемії. Але в цей час (180 р.) помер Марк Аврелій, а його юний син і спадкоємець Коммод не був тою людиною, яка б могла довести до кінця цю справу. Тому кордоном тут залишився Дунай.

## Маркоманська війна у мистецтві
- Фільм «Падіння Римської імперії» (1964) описує події доби занепаду Римської імперії.(близько 180–190 років). Сюжет описує протистояння Марка Аврелія загрозі нападу германських племен та одночасно про складну політичну боротьбу з опонентами всередині країни[21].
- Фільм Рідлі Скотта «Гладіатор» (2000) починається з заключного етапу Маркоманської війни в 180 році[22]. Кінострічку можна вважати своєрідним спін-оффом «Падіння Римської імперії».
- Вигаданий мотив, який призвів до чатського вторгнення у Верхню Германію  в 162 році, подано у  серії  романів Романіке (2006—2014).